# Jakub Czerwiński
Jakub Czerwiński (Krynica-Zdrój, 1991. augusztus 6. –) lengyel korosztályos válogatott labdarúgó, a Piast Gliwice hátvédje és csapatkapitánya.

## Pályafutása

### Klubcsapatokban
Czerwiński a lengyelországi Krynica-Zdrój városában született. Az ifjúsági pályafutását a Poprad Muszyna csapatában kezdte, majd a Promień Opalenica akadémiájánál folytatta.
2008-ban mutatkozott be a Promień Opalenica felnőtt csapatában. 2009-ben a Brzesko, majd a másodosztályú Nieciecza szerződtette. 2015 júliusában az első osztályban szereplő Pogoń Szczecinhez igazolt. 2016-ban a Legia Warszawához csatlakozott. 2016. szeptember 10-én, a Nieciecza ellen 2–1-re elvesztett bajnokin debütált. A 2017–18-as szezon második felében a Piast Gliwice csapatát erősítette kölcsönben. A lehetőséggel élve, 2018. július 1-jén a Piast Gliwice együtteséhez szerződött. Először a 2018. július 23-ai, Zagłębie Sosnowiec ellen 2–1-re megnyert mérkőzésen lépett pályára. Első gólját 2018. szeptember 23-án, a Śląsk Wrocław ellen idegenben 4–1-re elvesztett találkozón szerezte meg.

### A válogatottban
Czerwiński 2010-ben két mérkőzés erejéig tagja volt a lengyel U19-es válogatottnak.

## Statisztikák
2023. február 19. szerint
| Klub                       | Szezon   | Osztály     | Bajnokság | Bajnokság | Kupa és Ligakupa | Kupa és Ligakupa | Nemzetközi | Nemzetközi | Összesen | Összesen |
| Klub                       | Szezon   | Osztály     | Meccs     | Gól       | Meccs            | Gól              | Meccs      | Gól        | Meccs    | Gól      |
| -------------------------- | -------- | ----------- | --------- | --------- | ---------------- | ---------------- | ---------- | ---------- | -------- | -------- |
| Nieciecza                  | 2011–12  | I Liga      | 23        | 1         | 0                | 0                | —          | —          | 23       | 1        |
| Nieciecza                  | 2012–13  | I Liga      | 33        | 0         | 2                | 0                | —          | —          | 35       | 0        |
| Nieciecza                  | 2013–14  | I Liga      | 28        | 3         | 0                | 0                | —          | —          | 28       | 3        |
| Nieciecza                  | 2014–15  | I Liga      | 32        | 2         | 1                | 1                | —          | —          | 33       | 3        |
| Nieciecza                  | Összesen | Összesen    | 116       | 6         | 3                | 1                | 0          | 0          | 119      | 7        |
| Pogoń Szczecin             | 2015–16  | Ekstraklasa | 33        | 1         | 0                | 0                | —          | —          | 33       | 1        |
| Pogoń Szczecin             | 2016–17  | Ekstraklasa | 7         | 0         | 0                | 0                | —          | —          | 7        | 0        |
| Pogoń Szczecin             | Összesen | Összesen    | 40        | 1         | 0                | 0                | 0          | 0          | 40       | 1        |
| Legia Warszawa             | 2016–17  | Ekstraklasa | 8         | 1         | 0                | 0                | 4          | 0          | 12       | 1        |
| Legia Warszawa             | 2017–18  | Ekstraklasa | 4         | 0         | 2                | 0                | 1          | 1          | 7        | 1        |
| Legia Warszawa             | Összesen | Összesen    | 12        | 1         | 2                | 0                | 5          | 1          | 19       | 2        |
| Piast Gliwice (kölcsönben) | 2017–18  | Ekstraklasa | 15        | 1         | 0                | 0                | —          | —          | 15       | 1        |
| Piast Gliwice              | 2018–19  | Ekstraklasa | 36        | 3         | 1                | 1                | —          | —          | 37       | 4        |
| Piast Gliwice              | 2019–20  | Ekstraklasa | 19        | 1         | 2                | 0                | 4          | 2          | 25       | 3        |
| Piast Gliwice              | 2020–21  | Ekstraklasa | 26        | 1         | 3                | 0                | 3          | 0          | 32       | 1        |
| Piast Gliwice              | 2021–22  | Ekstraklasa | 27        | 3         | 1                | 0                | —          | —          | 28       | 3        |
| Piast Gliwice              | 2022–23  | Ekstraklasa | 21        | 1         | 2                | 0                | —          | —          | 23       | 1        |
| Piast Gliwice              | Összesen | Összesen    | 144       | 10        | 9                | 1                | 4          | 2          | 157      | 13       |
| Összesen                   | Összesen | Összesen    | 312       | 18        | 14               | 2                | 9          | 3          | 335      | 23       |

## Sikerei, díjai
Nieciecza
- I Liga
  - Feljutó (1): 2014–15

Legia Warszawa
- Lengyel Szuperkupa
  - Döntős (1): 2017

Piast Gliwice
- Lengyel Szuperkupa
  - Döntős (1): 2019